# Ataque de Romans-sur-Isère de 2020
El ataque de Romans-sur-Isère de 2020 sucedió el 4 de abril de 2020, cuando un atacante con cuchillo en Romans-sur-Isère, Auvernia-Ródano-Alpes, Francia, provocó la muerte de dos personas y heridas a otras cinco. El atacante, Abdallah Ahmed-Osman, un refugiado sudanés de 33 años, fue acusado de delitos de terrorismo.

## Ataque
El atacante entró en un estanco, donde apuñaló a los dos dueños y a un cliente, hiriéndolos; después fue a una carnicería, donde robó un cuchillo y mató a un cliente. Luego mató a otro hombre, el dueño de un teatro local que murió protegiendo a su hijo de doce años, y posteriormente hirió a dos personas que hacían cola afuera de una panadería.
El agresor era un hombre sudanés de 33 años que había obtenido el estatus de refugiado y una visa de 10 años en 2017. Según testigos de habla árabe, gritó "Allahu Akbar" cuando lanzó su ataque y, en el momento de su detención, se arrodilló y recitó la shahada, la profesión de fe musulmana. Se inició una investigación por terrorismo. Los registros en su casa revelaron notas escritas a mano quejándose de vivir en un "país de incrédulos". El 8 de abril fue acusado de "asesinatos e intentos de asesinato en relación con un grupo terrorista".
El ataque ocurrió durante el confinamiento nacional por la pandemia de COVID-19 en Francia.